# Cantone di Pleumartin
Il Cantone di Pleumartin era una divisione amministrativa dell'arrondissement di Châtellerault.
È stato soppresso a seguito della riforma complessiva dei cantoni del 2014, che è entrata in vigore con le elezioni dipartimentali del 2015.
Comprendeva i comuni di:
- Chenevelles
- Coussay-les-Bois
- Leigné-les-Bois
- Lésigny
- Mairé
- Pleumartin
- La Puye
- La Roche-Posay
- Vicq-sur-Gartempe